# 북경일보
베이징 일보(중국어: 北京日报, 병음: Běijīng rìbào)는 중국공산당 베이징시위원회의 공식 신문이다. 1952년 10월 1일에 창간되었으며, 2000년부터 베이징 일보 그룹이 소유하고 있으며, 이 그룹은 8개의 다른 신문도 발행하고 있다. 일일 약 400,000부가 발행되어 도시에서 가장 널리 발행되는 신문 중 하나이다.

## 역사
중국 인민해방군이 베이징을 점령하자, 모든 중국국민당과 개인 신문들은 폐쇄되거나 공산당 당국에 의해 인수되었다. 베이징 당 위원회의 초기 기관은 베이핑 제팡 바오(베이핑 해방 뉴스)였지만, 많은 기자들이 군대와 함께 남쪽으로 이동해야 했기 때문에 곧 발행이 중단되었다. 위원회는 새로운 당 신문을 창간할 필요성을 느꼈고, 1951년 3월에 준비 작업이 시작되었다. 1952년, 판 진은 톈진시에서 와서 베이징 일보 준비 그룹의 이사로 임명되었다. 같은 해 10월 1일, 베이징 일보의 발행이 시작되었다.
신문의 표제는 마오쩌둥이 1952년 9월 편집자들의 요청을 받아 자신의 서체로 제호를 쓴 것으로, 이는 엄청난 영광으로 여겨졌다. 창간호는 중화인민공화국 건국 3주년에 맞춰 1952년 10월 1일에 발행되었다. 이 기사는 당시 중국공산당 베이징 위원회 선전부장이었던 랴오 모샤가 초안을 작성하고, 펑전 시장이 편집했다. 발행 초기에는 기사가 부족하여 많은 내용이 인민일보와 동일했다. 10월 16일에 열린 회의에서 펑전은 더 짧고 지역적인 기사를 발행할 것을 주장했다. 곧이어 노동 파업이 발생했고, 베이징 일보는 성공적인 선전 활동을 벌였다. 그때부터 이 신문은 베이징 노동자들 사이에서 인기를 얻었다. 당시 다른 중국 출판물과 마찬가지로 베이징 일보의 레이아웃은 소련 언론에 크게 영향을 받았으며, 대중의 교육 부족을 수용하기 위해 단순한 언어를 사용했다. 또한, 이 신문에는 사진, 만화, 롄환화 및 기타 묘사를 포함한 많은 시각적 표현이 있었고, 리화와 같은 여러 저명한 예술가들이 이 신문에 삽화를 제공했다.
삼면홍기 운동과 대약진 운동 기간 동안, 베이징 일보는 처음에는 마오의 구상을 열정적으로 보도했으며, 시 당 고위 관리들이 조양구의 뒷마당 용광로 시스템이 도시의 두 야금 공장보다 더 많은 강철을 생산했다고 주장하는 등 매우 과장된 보도로 신문을 질책할 정도였다. 1963년부터 1966년까지 이 신문은 사인방과 협력하지 않았다. 야오원위안의 해서파관 비판을 재인쇄하는 것을 거부했다. 그 이유로 1966년 5월 8일 광명일보와 인민해방군보에 의해 "반당 도구"로 비판받았다.:150 중국공산당 중앙위원회 화북국은 신문사에 공작조를 파견하여 편집부를 재편성했다. 1966년 9월 3일, 발행이 강제로 중단되었다. 1967년 3월 17일, 인민해방군 베이징 주둔군 본부는 신문사에 대한 군사 통제를 선언했으며, 많은 직원들이 비판과 비난을 받았다. 같은 해 4월 발행이 재개되었다.:151 문화대혁명 기간 동안, 베이징 일보는 다른 지역 신문들과 함께 마오의 좌파 정책을 따랐고, 사회주의 건설의 "전형적인 길"에 대한 선전 보도를 했다.:208–211

1952년 10월 1일 베이징 일보 표지

이듬해에는 군사통제위원회, 군사선전대, 노동선전대가 해체되었다. 1972년 8월, 새로운 지도부가 구성되었다. 1976년 이후, 그들은 문화대혁명으로 남은 문제들을 처리하기 시작했다.:151 1991년 1월 1일, 레이저 조판 시스템이 처음 도입되었다. 2001년 1월, 그들은 새로운 인쇄 센터를 건설했으며, 주 공장 건물은 30000제곱미터의 면적을 가지고 있다. 2012년 10월, 40000제곱미터의 건축 면적을 가진 새로운 뉴스 편집 센터가 건설되었다.
2018년 3월, 베이징 일보는 제3회 중국 전국 100대 신문에 선정되었다.

## 내용
이 신문은 현재 16면으로 발행된다. 국제, 국내 및 지역 뉴스뿐만 아니라 베이징의 경제, 사회, 문화, 스포츠를 보도한다. 매주 4개의 특별호, 6개의 부록이 발행된다. 각 면은 10개에서 30개의 보고서를 포함한다. 때로는 확대된 사진, 선, 장식, 레이스를 사용하여 아름다움을 더한다. 이 신문은 보수적으로 알려져 있으며, 일부는 "극보수주의적"이라고 언급하기도 한다.
1958년, 이 신문은 기계화와 반기계화에 관한 10편 이상의 사설을 계속해서 발행했다. 같은 해, 특별 칼럼 "사상 토론"이 만들어졌고(중국청년보에서 영감을 얻음), 대중으로부터 많은 원고를 받았다. 류사오치는 한때 "공산주의자들은 개인의 자발성을 가져야 하는가?"에 대한 토론에 참여했고, 그의 말은 베이징 일보에 실린 기사로 정리되었다. 대약진 운동의 분위기 속에서, 이 신문은 또한 곡물 생산량이 계속해서 증가했다는 많은 사례들을 거짓으로 보도했다. 예를 들어, 한 생산 여단이 무당 쌀 수확량을 5000 - 6000 근으로 늘릴 수 있다고 주장하는 보고서가 있었다. 1961년, 신문사와 베이징 위원회 마을 업무 부서는 조사단을 구성하여 집단 식당에 대한 주민들의 견해를 조사했다. 그들은 대부분의 주민들이 그 식당에서 식사하는 것을 반대한다는 것을 알아냈고, 이에 대한 보고서를 발행했다.
베이징 일보는 공식 언론으로서 "선진 개인"과 "선진 단체"에 대한 많은 이야기를 전파했다. 그 중에는 타일공 장바이파, 벌목반장 리루이환, 피터 니즈푸, 위생 노동자 스촨샹, 톈차오 백
1. 1 2  “北京日报报业集团简介” [Introduction to the Beijing Daily Newspaper Group]. Beijing Daily Group. 2014년 8월 19일에 원본 문서에서 보존된 문서. 2014년 9월 1일에 확인함.
2. 1 2  Hung 2014, 344쪽.
3. 1 2 3 4  周游 (1983). 《坚持唯物主义，坚持实事求是--纪念《北京日报》创刊三十周年》 [Adhering to Materialism, Adhering to Seeking Truth from Facts - Commemorating the 30th Anniversary of the Founding of the Beijing Daily]. 《新闻研究资料》. 59–68쪽. 2017년 7월 3일에 원본 문서에서 보존된 문서. 2014년 9월 3일에 확인함.
4. ↑  Hung 2014, 342쪽.
5. 1 2  Fan Jin (1983). 《怀念与敬意--回忆市委领导对《北京日报》的关怀》 [Remembrance and Respect - Recalling the Care of the Municipal Party Committee Leaders for the Beijing Daily]. 《新闻研究资料》. 48–58쪽. 2017년 7월 3일에 원본 문서에서 보존된 문서. 2014년 9월 2일에 확인함.
6. ↑  Hung 2014, 347–348쪽.
7. ↑  Hung 2014, 360쪽.
8. 1 2 3 4  北京市地方志编纂委员会, 편집. (2006).  北京志 新闻出版广播电视卷 报业·通讯社志 (중국어). Beijing Publishing House. ISBN 7-200-06348-7.
9. ↑  “从一张报到一个集团” [From a newspaper to a group]. Beijing Daily. 2014년 9월 7일에 원본 문서에서 보존된 문서. 2014년 9월 7일에 확인함.
10. ↑  “第三届全国"百强报刊"公布 这份名单是怎么产生的”. 《인민일보》 (중국어). 2018년 3월 6일. 2025년 2월 6일에 확인함.
11. ↑  “第三届全国“百强报刊” 推荐结果出炉”. 《신화통신》 (중국어). 2025년 2월 6일에 확인함.
12. ↑  民子 (1992). 《打破常规求版式—谈北京日报版面编排技巧》 [Breaking Conventions to Seek Layouts - Discussing the Layout and Composition Techniques of Beijing Daily]. 《中国记者》. 16–18쪽. ISSN 1003-1146. 2014년 9월 6일에 확인함.
13. ↑  Joseph Fewsmith (2008년 7월 3일). 《China Since Tiananmen: From Deng Xiaoping to Hu Jintao》. 케임브리지 대학교 출판부. 76쪽. ISBN 978-1-139-47213-5.
14. ↑  Yushuo Zheng (2011). 《Whither China's Democracy: Democratization in China Since the Tiananmen Incident》. City University of Hong Kong Press. 56쪽. ISBN 978-962-937-181-4.
15. ↑  Willy Wo-Lap Lam (2015년 3월 12일). 《Chinese Politics in the Era of Xi Jinping: Renaissance, Reform, Or Retrogression?》. Taylor & Francis. 94쪽. Added the ultraconservative Beijing Daily, “the fate of the CCP depends on whether it can defend the battlefield of ideology and thought.”